# Station Gośniewice
Station Gośniewice is een spoorwegstation in de Poolse plaats Gośniewice.